# Марта Сото
Марта Сото (шп. Marta Soto; Пунта Умбрија, Шпанија, 15. новембар 1996) је шпанска поп певачица. Постала је позната захваљујући обрадама песама разних музичара које је објављивала на свом јутјуб каналу, а чији је квалитет препознао Алехандро Санс. Дебитовала је у програму El Hormiguero. Неке од њених најслушанијих песама су Quiero verte, Entre otros cien, Tantos bailes и Míranos. Сарађивала је и са уметницима као што су Хулиа Медина, Блас Канто, Дани Фернандес, Фунамбулиста и Деспистаос. 

## Живот и каријера

### Детињство и музички почеци
Марта Сото је рођена 1996. године у месту Пунта Умбрија које се налази у провинцији Уелва, Андалузија. Још одмалена је показала таленат за музику, почевши самостално да учи да свира гитару. Као мала је волела да плеше и пева. Музика је одувек била важна за њену породицу. У прилог томе говори чињеница да је, између осталих чланова породице, њен тата компоновао севиљане, а бака певала. Године 2013. је на платформи SoundCloud почела да објављује обраде страних поп песама, као што су Stay, Let her go, Skinny Love и Little Things. 

### АлбумMíranosи национални успех
Године 2014. почиње да објављује обраде песама на свом јутјуб каналу, а неке од њих су досегле велики број прегледа: Sin Saber Por Qué од Ванесе Мартин са преко милион приказа, Pedacitos De Ti од Антонија Ороска која је надмашила 6 милиона приказа, као и A que no me dejas од Санса, који броји њих 2,3 милиона. 
Број слушалаца је растао те чак ни познати певачи нису остали равнодушни на њен таленат. Мадриђанин Алехандро Санс је био један од њих. У познатом програму који се зове El Hormiguero саветовао је гледаоцима да послушају њену верзију A que no me dejas следећим речима: "Хтео сам да нам дам поклон. Пре неколико дана сам на интернету послушао једну верзију A que no me dejas коју је снимила једна девојка која се зове Марта Сото. Искрено, најбољи поклон који могу да вам дам је тај да вам је представим и да послушате њен глас." Марта је изненадила аудиторијум својим извођењем, али и саму Ванесу Мартин. 
Године 2015. јој се појавила прилика да, заједно са певачем Раулом Рохасом, сними сингл Dos idiotas као специјално издање са његовог албума Los dueños del mundo. Ово је за њу било прво професионално искуство, али ће већ у априлу те године да одржи свој први концерт уживо у свом родном граду, певајући песме од Индије Мартинес, Марије Росален, Мануела Караска и Пабла Алборана. Ово је важан тренутак за њу, чему сведочи изјава: "У том сам тренутку схватила да је музика за мене велика страст и да ме чини срећном". Следећи корак младе уметнице је био тај да затвара концерте извођача уз своје песме: Te encuentro, Página 77, Disparos, La Función или Entre otros 100.
Прве ауторске песме које је објавила су Ya lo sabes и Quiero verte. Марта Сото има прилику да наступа у Барселони, Валенсији, Севиљи и Кордоби. Један од интересантних пројеката на којима је учествовала је компоновање и снимање званичне нумере, Un sueño compartido, за женску кошаркашку репрезентацију уочи Светског првенства 2018. године. 
Први албум који објављује је Míranos, издат од стране Warner Music Spain. Чине га дванаест ауторских песама, укључујући и претходно објављене синглове Ya lo sabes и Quiero verte. Албум је продуцирао и снимио Дани Руис у свом студију у Сан Фернанду. Марта Сото је о свом првенцу рекла следеће: "Све песме са албума су моје, оригиналног текста и музике. Али, фасцинира ме када видим како им Дани даје живот. Он је суштински део процеса стварања звука за моје песме. Заједно са гитаристом Хуаном Геваром, Фелипеовим братом, и музичарима и продуцентима, правимо чисте дигиталне занате, снимајући на даљину. То је, како се сада каже, веома миленијумски."

### EPCómo nos miraba el mundo
Године 2020. Марта Сото објављује ЕП Cómo nos miraba el mundo који се састоји из акустичних верзија песама Cómo nos miraba el mundo и Vuela, као и Hoy en el metro. Исте године сарађује са музичком групом Фунамбулиста на песми La vida de antes. Заједно са групом Деспистаос снима нову верзију њихове песме Cada dos minutos, први пут објављене 2007. године. 
Још једно од њених остварења из 2020. је и песма Podrás contar conmigo. Напоменућемо да 16. априла 2021. године излази ново издање  Podrás contar conmigo у сарадњи са Миријам Родригес. Такође, 23. октобра излази њена песма Volvería која говори, како о жељеној љубави, тако и о оној која истовремено доноси фрустрације због борбе између снова и стварности, док магија остаје у најскученијим угловима. Un castillo de Arena је нова верзија песме Давида Отера коју њих двоје заједно стварају. 

## Дискографија
Студијски албуми:                                  
- 2018: Míranos

EP:
- 2017: Ya lo sabes
- 2017: Quiero verte
- 2020: Cómo nos miraba el mundo

| Списак песама са албума Míranos   | Трајање |
| --------------------------------- | ------- |
| Míranos                           | 3:38    |
| Qué curiosidad                    | 4:06    |
| Por si regresas                   | 3:11    |
| Nos hace falta valor              | 3:43    |
| Miénteme a la cara                | 3:45    |
| Me contradigo                     | 4:11    |
| Ya lo sabes                       | 3:21    |
| Entre otros cien                  | 4:00    |
| Un sueño compartido               | 3:34    |
| Quiero verte                      | 3:52    |
| Tantos bailes                     | 4:22    |
| Un sueño compartido (Bonus Track) | 3:34    |

## Музички правац и утицаји
Музички стил ове певачице и кантауторкиње из Пунте Умбрије је врло сличан стилу Ниње Пастори и Ванесе Мартин, управо због тога што се у њеним песмама и начину певања препознаје утицај фламенка. Позната је по аутентичној боји гласа и таленту којим осваја Шпанију. У једном од интервјуа је нагласила важност и повезаност коју осећа према гитари, рекавши: "Опседнута сам њоме, једна је од мојих највећих сапутника и надам се да ће тако бити још дуго. У ствари, прва гитара коју сам узела била је она од мог оца. Чим би отишао на посао, трчала бих да је узмем. И тако сам се заљубила у инструмент... Пун је душе".